# Старцева улица
Ста́рцева улица — улица в Калининском районе Санкт-Петербурга. Проходит от проспекта Непокорённых до дома 11 по Гражданскому проспекту в направлении улицы Фаворского между Гражданским проспектом и Старо-Муринской улицей.

## История
Старцева улица получила своё название в конце XIX века по фамилии домовладельца.
В отличие от всех соседних улиц и проездов между Гражданским проспектом и улицей Бутлерова, застроенных типовыми кирпичными и панельными домами и покрытых асфальтом в 1963—1966 годах, Старцева улица оставалась незаасфальтированной и частично сохраняла деревянную застройку до начала 1970-х годов (в одном из таких деревянных домов располагалась жилконтора до постройки для неё кирпичного здания на ул. Бутлерова, 10). В 1970—1980-х годах официально название Старцева улица не употреблялось, и она была безымянным внутриквартальным проездом. Историческое название возвращено Старцевой улице 7 июля 1999 года.
После завершения строительства (в конце XX века) дома 16—44 по проспекту Непокорённых, протянувшегося от Гражданского проспекта до Старо-Муринской улицы, въезд на Старцеву улицу со стороны проспекта Непокорённых осуществляется под арку в этом здании.

## Пересечения
- проспект Непокорённых

## Здания и сооружения
- Специальная (коррекционная) общеобразовательная Школа-интернат № 9 (проспект Непокорённых, д. 44, корп. 2 — Старцева улица, дом 7). Все дети, обучающиеся в школе-интернате, являются инвалидами детства[5]. В 1960—1970-х годах этот интернат специализировался на больных полиомиелитом.
- детский сад (Гражданский проспект, дом 7, корпус 1).

На современных картах Старцева улица, как правило, не отмечена, а обозначается как безымянный проезд. До 2012 года на картах Яндекса Старцевой улицей была ошибочно названа Старо-Муринская улица (при этом настоящая Старцева улица не была показана).